# Свято-Троїцький храм Свято-Іллінського приходу (Волгодонськ)
Свято-Троїцький храм Свято-Іллінського приходу (рос. Свято-Троицкий храм Свято-Ильинского прихода) — православний храм у місті Волгодонськ, Ростовська область, Росія. Відноситься до Волгодонської і Сальської єпархій.

## Історія
Свято-Троїцький храм являє собою архітектурний ансамбль, який розташований на території Свято-Іллінської парафії, на березі затоки в Волгодонську. Будівництво храму було розпочато в 2008 році.
7 серпня 2009 року у фундамент храму закладена капсула, в якій міститься послання до нащадків і списками всіх благодійників.
У 2010 році зовнішню стіну центрального вівтаря прикрасила перша святиня ― мозаїчна ікона Пресвятої Трійці, яка виконана волгодонськими майстрами на кошти благодійників.
У день святкування Казанської ікони Божої Матері 4 листопада 2011 року були освячені і поставлені на тридцятиметрову висоту центральний хрест і куполи Свято-Троїцького храму, який будувався.
На сьогоднішній день храм являє собою величну білосніжну церкву. Храмова споруда з унікальною і багатою архітектурою створена в нововізантійському стилі з елементами давньоруського храмового зодчества. Свято-Троїцький храм увінчаний дев'ятьма банями у формі свічки з різьбленими хрестами. Найвищу точку храму- купол на дзвіниці, прикрашає хрест, який покритий сусальним золотом.

## Реліквії
- Список з шанованої ікони Божої Матері «Всецариця». Чудотворний образ Пресвятої Богородиці «Всецариця» зараз зберігається в Греції на Святій Горі Афон. Список з давньої ікони був написаний для будуючого Свято-Троїцького храму афонськими ченцями в 2012 році. У травні 2012 року список прибув у Волгодонськ.
- Ікона з часткою мощей Преподобного Сергія Радонезького Чудотворця. Список з давньої ікони був написаний для будуючого Свято-Троїцького храму в 2014 році монахами Свято-Троїцької Сергієвої Лаври, де зберігаються мощі Преподобного Сергія Радонезького – небесного покровителя всіх учителів та учнів.
- Ікона з часткою мощей блаженної стариці Матрони Московської.
- Ікона великого чудотворця Святителя Спиридона Тримифунтського з мощевиком, у якому знаходиться частка від тапочки Святого.
- Ікона з часткою мощей Святителя Луки (Войно-Ясенецького), Архієпископа Кримського.
- Ікона з часткою мощей святих благовірних князя Петра і княгині Февронії Муромським, які є зразком християнського шлюбу. Вважаються покровителями вступаючих в шлюб[2].